# Belarussische Poolbillard-Meisterschaft 2015
Die belarussische Poolbillard-Meisterschaft 2015 war die fünfte Austragung der nationalen Meisterschaft in der Billardvariante Poolbillard. Sie fand vom 14. bis 18. Dezember 2015 in der belarussischen Hauptstadt Minsk statt. Gespielt wurden die Disziplinen 8-Ball, 9-Ball, 10-Ball und 14/1 endlos in den Kategorien Herren und Damen.
Bei den Damen gelang es Marharyta Fjafilawa in allen drei Wettbewerben, ihren Titel aus dem Vorjahr erfolgreich zu verteidigen. Dsmitryj Tschuprou schaffte im 14/1 endlos die Titelverteidigung und wurde nach 2013 zum zweiten Mal belarussischer 10-Ball-Meister. Dsmitryj Hryb und Mikita Strokin gewannen ihre ersten Meistertitel.

## Medaillengewinner
| Disziplin            | Gold                | Silber               | Bronze                   |
| -------------------- | ------------------- | -------------------- | ------------------------ |
| Herren – 14/1 endlos | Dsmitryj Tschuprou  | Uladsislau Zyrykau   | Aljaksandr Schdanowitsch |
| Herren – 14/1 endlos | Dsmitryj Tschuprou  | Uladsislau Zyrykau   | Dsmitryj Hryb            |
| Herren – 8-Ball      | Dsmitryj Hryb       | Dsmitryj Tschuprou   | Aljaksandr Schdanowitsch |
| Herren – 8-Ball      | Dsmitryj Hryb       | Dsmitryj Tschuprou   | Zimafej Sereda           |
| Herren – 9-Ball      | Mikita Strokin      | Aljaksandr Hapejeu   | Uladsislau Zyrykau       |
| Herren – 9-Ball      | Mikita Strokin      | Aljaksandr Hapejeu   | Andrej Chudobin          |
| Herren – 10-Ball     | Dsmitryj Tschuprou  | Uladsislau Zyrykau   | Zimafej Sereda           |
| Herren – 10-Ball     | Dsmitryj Tschuprou  | Uladsislau Zyrykau   | Aljaksandr Hapejeu       |
| Damen – 8-Ball       | Marharyta Fjafilawa | Palina Tschernik     | Jana Filiptschik         |
| Damen – 8-Ball       | Marharyta Fjafilawa | Palina Tschernik     | Kazjaryna Litwinawa      |
| Damen – 9-Ball       | Marharyta Fjafilawa | Natallja Koslouskaja | Anastassija Jeudossajewa |
| Damen – 9-Ball       | Marharyta Fjafilawa | Natallja Koslouskaja | Julija Kukareka          |
| Damen – 10-Ball      | Marharyta Fjafilawa | Palina Tschernik     | Aljaksandra Karnej       |
| Damen – 10-Ball      | Marharyta Fjafilawa | Palina Tschernik     | Hanna Aljaksejenka       |